# 만노스 1-인산
만노스 1-인산(영어: mannose 1-phosphate)은 만노스의 유도체로 글리코실화와 관련된 분자이다.

## 같이 보기
- 만노스
- 만노스 6-인산
- 선천성 당화장애